# Alounos
Na religião galo-romana, Alounos, Alaunos (Alaunus) ou Alâunios (Alaunius) é um deus gaulês do sol, de cura e de profecia. Seu nome é conhecido das inscrições encontradas em Lurs, Alpes-de-Haute-Provence na France sulista (na forma dativa Αλα[υ]νειουι) e em Mannheim na Alemanha ocidental. Na última inscrição, Alounos é usado como um epíteto de Genius Mercúrio.
Na tentativa de averiguar a etimologia deste teônimo, é importante ter em mente que este não costuma referir-se apenas a deidades, mas também a um topônimo e um hidrônimo. Nos tempos romanos, em sua forma feminina, por exemplo, era costume referir-se ao Valognes romano na Normandia, a Maryport romana na Cúmbria, a Alcester romana em Warwickshire, ao Watercrook romano em Natland na Cúmbria, ao Low Learchild romano em Devil's Causeway em Northumberland, a Ardoch em Perthshire e ao rio Aln em Northumberland. A coleção de referentes para esta palavra, junto às alternâncias masculinas e femininas que expõe, sugere que a palavra é um adjetivo, com um sufixo *-n- de oração adjetiva usado para formar adjetivos em muitas línguas indo-europeias Centum  (cf. -n- em cani-n-us, latim, ‘canino', em cani-s do latim, ‘cão’, em roma-n-us do latim, em Roma do latim, ‘Roma’; em wood-en vindo de wood e em ash-en vindo de ash, ambos do inglês moderno). 
O galês tem alaw, ‘harmonia, melodia’, e o nome pode representar um adjetivo significando 'melodioso, harmonioso' derivado do precursor romano-britânico desta palavra. 
Examinando as línguas indo-européias, torna-se aparente que o nome poderia ser cognato com fealu, do inglês antigo, ‘pálido, desbotado, escuro, amarelado-marrom’, de fallow do inglês moderno, `pardo´, de *falwaz do proto-germânico, ser cognato com fölr do nórdico antigo, com valu do médio-frâncico,  com falb do alemão, com *polwos proto-indo-europeu, significando ‘escuro-colorido, cinza’, cf. plavu do antigo eslavo eclesiástico, com palvas do lituano, significando ‘descorado’, com polios do grego, com polus do latim, 'branco brilhante', com llwyd do galês ‘cinza’ e com liath do irlandês do proto-céltico *φleito-s, com pallere do latim, ‘estar pálido’, e daí também cognato com palavras como ‘pombo’, em grego peleia, com palumbes do latim e com poalis em prussiano antigo. 
Da mesma forma, o proto-céltico teve *alamo- ‘tesouro, bem’  e, se a alternância Alaunus ~ Alauna representa a pronúncia gaulesa e a romana-britânica de um adjetivo derivado *alamo-n-o- (tesouro-ADJ.SUF-GEN-), esta pode ter trazido o sentido de ‘rico, opulento, fecundo, etc.’

## Ligações Externas
- Léxico Proto-céltico-Inglês